# Tincomar
Tincomar (llatí: Tincomarus; cèltic: Tinkomāros) fou el rei de la tribu belga dels atrèbats, que va viure en la zona centre-sud de Britànnia poc abans de la Conquesta romana de Britànnia.
Tincomar era el fill i hereu de Commi, a qui va succeir al voltant dels anys 25 aC - 20 aC. Prenent com a base l'encunyació de les monedes descobertes, és possible que en els darrers anys de la vida del seu pare, ambdós regnessin conjuntament. Les monedes també suggereixen que Tincomar tenia un tracte més proper amb Roma del que havia tingut el seu pare: l'encunyació durant el seu regnat és molt ressemblant a l'estètica romana i és fruit d'una millor tècnica, suggerint que les monedes foren elaborades per experts romans. L'estudiós GC Boon ha proposat que aquest avanç tècnic no va estar limitat a l'àmbit de les monedes i que va representar una assistència industrial molt més àmplia per part de l'Imperi Romà.
Els successors de Tincomar usaren el títol de rex (rei) en les seves monedes, indicant que Tincomar havia començat el procés d'aconseguir per al seu poble l'estatus de regne client de Roma.
John Creighton, basant-se en les imatges usades en les monedes, argumenta que Tincomar possiblement fou enviat com un obses (convidat diplomàtic) a Roma durant els primers anys del regnat d'August. Aquest expert compara les monedes de Tincomar amb les de Juba II de Numídia, de qui se sap que fou un obses, i identifica una moneda descoberta en el regnat africà que podria haver dut el nom del germà més jove de Tincomar, Vèrica.
Cap al 16 aC, la ceràmica romana i altres productes importats apareixen en considerables quantitats en la capital del regne de Tincomar, Calleva Atrebatum, avui en dia coneguda com a Silchester, donant a pensar que probablement el rei dels atrèbats ja hagués establert bones relacions comercials i diplomàtiques amb August.
Malgrat tot, per motius desconeguts, Tincomar es veié obligat a abandonar Britànnia cap al 8, viatjant a Roma com un refugiat que cercava l'ajuda dels seus aliats. El seu tron caigué en mans del seu germà Epil·lus, a qui August va decidir reconèixer com a nou rex en lloc de donar suport a Tincomar. Potser August va planejar abandonar el seu aliat com una excusa per envair Britànnia, però altres assumptes internacionals més urgents probablement el feren posposar la campanya.